# 斯波宗家
斯波 宗家（しば むねいえ、生没年不明）は、鎌倉時代中期の武将。斯波氏（尾張足利氏）2代当主。
足利家氏の嫡男で、生母は阿蘇為時の娘。妻は苅田時継の娘で、子に斯波宗氏（家貞）など。兄弟に義利、貞数がいる。
通称は尾張守、尾張三郎。他に孫三郎、又太郎を称したと伝える史料もある。官位は従五位下・左近将監。

## 生涯
文永5年（1268年）頃には既に幕臣としての活動期に入っていたとされ、実名の「宗」字も当時の執権・北条時宗から偏諱を受けたものとされる。父の家氏が文永3年（1266年）～同6年（1269年）の間に亡くなったとする説を合わせ考えれば、時宗が得宗家当主となったばかりの1260年代前半期に元服を行ったと推測できよう。従って、元服が10代で行われることが多かったことから、1250年代の生まれであったとみられる。
ちょうど活動期に当たる頃、文永3年（1266年）に『吾妻鏡』の記述が途切れてしまうため、宗家の詳細な動向を知ることはできないが、父・家氏と同じく足利本家とは別に独立した御家人として幕府に列した、有力な御家人であったようである。そのために史料上では足利宗家の名で現れ、他の足利庶家とは一線を画した家格を有していた事が窺える。一方で斯波姓を称したのは、この宗家からとの伝えも「応仁後記」などに見られる。
時宗の死の翌年、弘安8年（1285年）の霜月騒動では、足利上総三郎が「城陸奥入道覚真」こと安達泰盛方に属して滅ぼされているが、宗家もまた打撃を受けた一人らしい。具体的には『続群書類従』所収「最上系図」の宗家の項に「奥州時被討」と記されており、これについては、「奥州」すなわち陸奥入道安達泰盛とともに宗家も討たれた、と解釈されている。但し、その後嘉元3年（1305年）の嘉元の乱に際し、連署の北条時村を殺害した武士達を処刑まで身柄を預かった者として、北条氏一門や本家筋の「足利讃岐入道」こと足利貞氏とともに、白井小次郎胤資を預かる「尾張左近大夫将監」もその名を連ねており、これは宗家のことであると考えられるため、どうやら霜月騒動で亡くなったというわけではないようである。従って、霜月騒動の際には家氏期の所領の多くを失うに留まり、少なくとも嘉元年間（14世紀初め）頃までは幕府内の有力御家人として活動することができていたと見られる。